# Hybrid Child
Hybrid Child (jap. ハイブリッド チャイルド Haiburiddo chairudo) – manga autorstwa Shungiku Nakamury. Wydana w roku 2005 przez Seiji Biblos w Japonii.
Na podstawie mangi stworzono czteroodcinkową serię OVA.

## Fabuła
Hybrydowe dziecię nie jest lalką, ani robotem. Ten niezwykle rzadki przedmiot stał się popularny wśród mężczyzn klas wyższych. Dzieło Kurody początkowo miało przypominać dziecko, które dzięki miłości i opiece właściciela stawało się osobą dojrzałą. Utwór zawiera historię trzech związków.

## Bohaterowie
- Kotarō Izumi (jap. 和泉 小太郎 Izumi Kotarō)

Seiyū: Nobuhiko Okamoto 
- Hazuki (jap. 葉月)

Seiyū: Daisuke Hirakawa 
- Yuzu (jap. ゆず)

Seiyū: Tsubasa Yonaga 
- Ichi Seya (jap. 瀬谷 壱 Seya Ichi)

Seiyū: Ryōhei Kimura 
- Tsukishima (jap. 月島)

Seiyū: Yoshitsugu Matsuoka 
- Kuroda (jap. 黒田)

Seiyū: Yūki Ono 